# Ctenomys talarum
Туко-туко Таласа (Ctenomys talarum) — вид гризунів родини тукотукових, який зустрічається в східній частині Аргентини вздовж узбережжя в провінції Буенос-Айрес, можливо, поширюється на провінції Санта-Фе. Назва походить від назви місцевості "Los Talas", Енсенада (прибережний рельєф), Ла Плата, Аргентина.

## Середовище проживання
Живе як вкритих рослинністю місцях проживання, які мають більш-менш пухкий піщаний ґрунт так і на жорсткий глинистих ґрунтах. Ctenomys talarum живе в симпатрії з більшими видами, Ctenomys australis, у східній частині свого ареалу і з Ctenomys azarae в західній частині. Контакту між цими видами відбувається там, де піщані ґрунти змінюються глинистими. Ctenomys talarum воліє жити на суглинистих ґрунтах, де рослинність більш щільна і представлена травами, багаторічними рослинами і здерев'янілими чагарниками.

## Зовнішня морфологія
Середня довжина голови і тіла: 167,5 мм, загальна довжина: 233 мм, довжина хвоста: 66,7 мм (≈ 39% довжини голови і тіла), довжина задніх лап: 29,1 мм. Ctenomys talarum має циліндричне тіло, яке важче спереду, особливо навколо плечей. Шия редукована і товсту частина тіла звужується до хвоста. Шерсть коротка і тонка. Колір шерсті темно-каро-сірувато-червона, з помітними паховими і піхвовими білими плямами. Помітно біла пляма знаходиться на нижньому краю вуха. Очі маленькі, а вуха редуковані. Хвіст короткий і густо вкриті коричневими волосками. Передні й задні ноги мають зігнуті довгі кігті, що використовуються для риття і видалення ґрунту з тунелів. Сезонне линяння в С. talarum відбувається протягом літа і осені. Линяння має 5 фаз, самки линяють раніше, ніж самці.

## Відтворення
Вагітність триває від 95 до 102 днів; середня кількість дитинчат: 4,09—4,52. Найвищий відсоток вагітності відбувається в серпні. Розрахунковий термін лактації — 45 днів. Середня вага при досягненні статевої зрілості для самок була 137,52 г, а для самців: 176,62 г. Як тільки самки досягають зрілості, вони підтримують постійну вагу.

## Поведінка
Тільки одна особина займає нору. Самки й самці розподіляються рівномірно по площі. Глибина нір коливається між 10 і 35 см. Туко-туко Таласа переважно споживає Bromus unioloides. Залицяльницька і батьківська поведінка включає в себе різноманітну вокалізацію.

## Генетика
Диплоїдне число хромосом (2n) варіює від 46 до 50, фундаментальне число (FN, кількість довгих плечей хромосом) від 73 до 86. 